# Waihi Falls
Die Waihi Falls sind ein Wasserfall in der Region Manawatū-Whanganui auf der Nordinsel Neuseelands. Im Gebiet der Ortschaft Waione liegt er im Lauf des Waihi Stream, eines Nebenflusses des Ākitio River. Seine Fallhöhe beträgt rund 25 Meter.
Der Wasserfall ist von Dannevirke mit dem Auto in 1 bis 1½ Stunden Fahrzeit erreichbar. Nach der Zufahrt über die Waihi Falls Road führt ein 15- bis 20-minütiger Retourwanderweg zu einer Aussichtsplattform und zum Fuß des Wasserfalls.